# 博康坦
博康坦（法語：Bosquentin，法語發音：[bokɑ̃tɛ̃]）是法国厄尔省的一个市镇，位于该省东北部，属于莱桑德利区。该市镇总面积6.9平方公里，2009年时的人口为98人。

## 人口
博康坦人口变化图示